# High Level
High Level är en ort i Kanada.   Den ligger i provinsen Alberta, i den centrala delen av landet, 3 100 km väster om huvudstaden Ottawa. High Level ligger 329 meter över havet och antalet invånare är 3 621. Den ligger vid sjön Footner Lake.
Terrängen runt High Level är mycket platt. Trakten runt High Level är nära nog obefolkad, med mindre än två invånare per kvadratkilometer..
I omgivningarna runt High Level växer i huvudsak blandskog.